# Temporada 1957 del Campeonato de Europa de Rally
La temporada 1957 fue la edición 5º del Campeonato de Europa de Rally. Comenzó el 25 de febrero con el Automovilístico Int. del Sestriere y finalizó el 23 de septiembre en el Viking Rally.

## Calendario
| N.º | Fecha                    | Rally                                 |
| --- | ------------------------ | ------------------------------------- |
| 1   | 25 de febrero-1 de marzo | 8. Automovilístico Int. del Sestriere |
| 2   | 24-28 de abril           | 5. Rally Acropolis                    |
| 3   | 6-10 de mayo             | 9. Internationale Tulpenrallye        |
| 4   | 30 de mayo-2 de junio    | 1. AvD/ADAC Deutschland Rallye        |
| 5   | 13-15 de junio           | 8. Svenska Rallyt till Midnattssolen  |
| 6   | 20-23 de junio           | 26. Rallye International de Geneve    |
| 7   | 24-28 de julio           | 6. Rallye Adriatigue                  |
| 8   | 17-21 de agosto          | 16. Liège-Rome-Liège                  |
| 9   | 9-12 de septiembre       | 7. Viking Rally                       |

## Resultados

### Campeonato de pilotos
| Pos. | Piloto                 | SES | GRE | TUP | DES | SWE | GEN | ADR | LIE | VIK | Puntos |
| ---- | ---------------------- | --- | --- | --- | --- | --- | --- | --- | --- | --- | ------ |
| 1    | Ruprecht Hopfen        |     | 16  |     |     |     |     | 1   |     |     | 32.0   |
| 2    | Martin Carstedt        |     |     | 4   |     | 3   |     |     |     |     | 13.0   |
| 3    | Claude Storez          |     |     |     |     |     |     |     | 1   |     | 12.0   |
| 3    | Massimo Leto di Priolo |     | 6   |     |     |     | 2   |     |     |     | 12.0   |